# Кушиташвили, Георгий Мишаевич
Георгий Мишаевич Кушиташвили (род. 17 ноября 1995, с. Патардзеули, Кахетия, Грузия) — российский и грузинский боксёр-любитель и профессионал, выступающий в полутяжёлой и в первой тяжёлой весовых категориях. Мастер спорта России международного класса, член сборной Грузии по боксу в 2020-х годах, бывший первый номер сборной России в 2010-х годах; участник Олимпийских игр 2024 года, бронзовый призёр чемпионата мира (2023), чемпион Европы (2022), двукратный чемпион России (2015, 2018), серебряный (2019) и двукратный бронзовый (2016, 2017) призёр чемпионатов России, многократный победитель и призёр международных и национальных турниров в любителях.
Лучшая позиция по рейтингу BoxRec — 56-я (ноябрь 2022) и является 1-м среди грузинских боксёров полутяжёлой весовой категории, — входя в ТОП-55 лучших полутяжёловесов всего мира.

## Биография
Родился 17 ноября 1995 года в селе Патардзеули, в Сагареджойском районе, в Кахетии, в Грузии.
Но вырос он в бурятском селе Бичура, в России.
Долгое время жил и тренировался в городе Одинцово, Московской области, его тренеры — Б. М. Батуев, А. Калайдтан.
Затем жил в городе Балашиха, Московской области, в России.
Но сейчас живет в городе Тбилиси, в Грузии.

## Любительская карьера

### 2015—2016 годы
В ноябре 2015 года стал чемпионом России в Самаре, в весе до 81 кг, в финале по очкам победив Имама Хатаева.
В ноябре 2016 года стал бронзовым призёром чемпионата России в Оренбурге, в весе до 81 кг. Где он в 1/8 финала соревнований досрочно техническим нокаутом во 2-м раунде победил Лери Амирова, в четвертьфинале досрочно техническим нокаутом в 3-м раунде победил Артёма Агеева, но в полуфинале, в конкурентном бою, раздельным решением судей проиграл Муслиму Гаджимагомедову, — который в этом году стал чемпионом России.

### 2017 год
Был включён в состав российской сборной на чемпионат Европы в Харькове, но 14 июня 2017 года государственная пограничная служба Украины не впустила Георгия на свою территорию по причине нарушения украинской государственной границы в районе аннексированного Крыма, который является объектом территориальных разногласий между Россией и Украиной.
В октябре 2017 года вновь стал бронзовым призёром чемпионата России в весе до 81 кг.

### 2018—2019 годы
Чемпион России 2018 года в весовой категории до 81 кг.
Чемпион международного турнира им. Дуйшонкула Шопокова 2019 года в городе Бишкек (Кыргызстан) в весе до 81 кг.
18 августа 2019 года Федерация бокса России официально включила Георгия Кушиташвили в состав сборной России для участия в чемпионате мира по боксу 2019 года в Екатеринбурге. Где он в 1/16 финала победил боксёра из Уэльса Сэмми Ли, и в 1/8 финала победил белоруса Михаила Долголевеца. Но в четвертьфинале уступил кубинцу Хулио ла Крусу.
В ноябре 2019 года стал серебряным призёром чемпионата России в весе до 81 кг, в финале проиграв Имаму Хатаеву.

### 2022—2023 годы
В мае 2022 года, в составе грузинской сборной стал чемпионом Европы в Ереване (Армения), в категории 1-го тяжёлого веса (до 86 кг). Где он в четвертьфинале досрочно в 3-м раунде победил выступающего за Сербию российского боксёра Владимира Мирончикова, в полуфинале по очкам (5:0) победил румына Андрея Арэдоае, и в финале по очкам (4:0) раздельным решением судей победил армянина Рафаэля Оганесяна.
В феврале 2023 года стал бронзовым призёром в весе до 86 кг представительного международного турнира «Странджа» проходившего в Софии (Болгария), в полуфинале проиграв узбекскому боксёру Шохжахону Абдуллаеву, — в итоге ставшему победителем данного турнира.
В мае 2023 года стал бронзовым призёром чемпионата мира в Ташкенте (Узбекистан), в весе до 86 кг, где он в полуфинале по очкам единогласным решением судей (0:5) проиграл опытному азербайджанцу кубинского происхождения Лорену Альфонсо Домингесу.
В июне 2023 года участвовал на III-х Европейских играх в Кракове (Польша), в весе до 80 кг, где он в 1/16 финала соревнований досрочно техническим нокаутом в 3-м раунде проиграл опытному украинцу Александру Хижняку.

### 2024 год
В феврале 2024 года стал победителем в весе до 92 кг международного турнира «Странджа» проходившего в Софии (Болгария), в финале со счётом 5:0 победив грека Вагкана Нанитцаняна.
В марте 2024 года, в городе Бусто-Арсицио (Италия) участвовал в 1-м мировом Олимпийском квалификационном турнире, где он дошёл до четвертьфинала в весе до 92 кг, в котором по очкам со счётом 0:5 проиграл узбеку Лазизбеку Муллажонову, и не смог завоевать лицензию для участия в Парижской Олимпиаде-2024.

## Профессиональная карьера
11 декабря 2021 года состоялся его дебют на профессиональном ринге в Екатеринбурге, в полутяжёлом весе, когда он досрочно победил техническим нокаутом в 4-м раунде опытного соотечественника Дениса Грачёва (20-15-1).

## Статистика профессиональных боёв
В таблице перечислены результаты всех поединков боксёров.
В каждой строке указан результат поединка. Дополнительно номер поединка обозначен цветом, который обозначает итог поединка. Расшифровка обозначений и цветов представлена в нижеследующей таблице.
| Пример | Расшифровка                     |
| ------ | ------------------------------- |
|        | Победа                          |
|        | Ничья                           |
|        | Поражение                       |
|        | Планируемый поединок            |
|        | Поединок признан несостоявшимся |
| КО     | Нокаут                          |
| ТКО    | Технический нокаут              |
| PTS    | Решение судей (по очкам)        |
| UD     | Единогласное решение судей      |
| MD     | Решение большинства судей       |
| SD     | Раздельное решение судей        |
| RTD    | Отказ от продолжения боя        |
| DQ     | Дисквалификация                 |
| NC     | Поединок признан несостоявшимся |

| 2 поединка, 2 победы (2 нокаутом). | 2 поединка, 2 победы (2 нокаутом). | 2 поединка, 2 победы (2 нокаутом). | 2 поединка, 2 победы (2 нокаутом).    | 2 поединка, 2 победы (2 нокаутом).                             | 2 поединка, 2 победы (2 нокаутом). | 2 поединка, 2 победы (2 нокаутом).                    |
| Бой                                | Рекорд                             | Дата боя                           | Соперник                              | Место проведения боя                                           | Раундов, время                     | Дополнительно                                         |
| ---------------------------------- | ---------------------------------- | ---------------------------------- | ------------------------------------- | -------------------------------------------------------------- | ---------------------------------- | ----------------------------------------------------- |
| 2                                  | 2-0                                | 19 февраля 2022                    | Габриэль Олувасегун Оланреваджу (9-1) | RCC Boxing Academy, Екатеринбург, Свердловская область, Россия | TKO 2 (8), 1:30                    |                                                       |
| 1                                  | 1-0                                | 11 декабря 2021                    | Денис Грачёв (20-15-1)                | КРК «Уралец», Екатеринбург, Свердловская область, Россия       | TKO 4 (6), 0:36                    | Счёт: 30-27 (трижды). Дебют в профессиональном боксе. |
| Бой                                | Рекорд                             | Дата боя                           | Соперник                              | Место проведения боя                                           | Раундов, время                     | Дополнительно                                         |

## Криминальная история
В ночь на 1 февраля 2020 года боксёр оказался замешан в истории с наркотиками и избиением полицейского. Сотрудники Росгвардии увидели, как Георгий и Овик Оганнисян приехали на такси и быстро зашли в подъезд дома на Фрунзенской набережной. Росгвардейцы поднялись за ними и увидели, как парни снимают закладку. Оганисян сопротивления не оказал, а вот Кушиташвили ударил сотрудника Росгвардии. На допросе Оганисян сказал, что эти наркотики относятся к Кушиташвили, и Оганисяна отпустили.
По версии адвоката и самого спортсмена, сотрудник Росгвардии якобы поскользнулся и ударился о перила, что впоследствии вызвало кровотечение. Это подтверждает свидетель и водитель такси, который привёз Овика и Георгия по указанному адресу.
Ряд близких источников к Федерации бокса России и самому спортсмену считают, что его подставили. Кушиташвили должен был уже отправляться на сборы по подготовке к Олимпийским играм 2020 года. По версиям СМИ, Георгию предлагали уступить место в составе сборной на Олимпиаде 2020 года Имаму Хатаеву за солидную сумму, но он отказался.
После этого инцидента Кушиташвили почти два месяца провёл в СИЗО, после чего был переведён под домашний арест. Помимо статьи за нападение на сотрудника Росгвардии, ему грозила статья за хранение и перевозку наркотических средств. Генеральный секретарь Федерации бокса России Умар Кремлёв пожизненно исключил Кушиташвили из состава сборной России по боксу, и на Олимпийские игры 2020 года он не попал, а его место занял Имам Хатаев.
Поскольку Кушиташвили на момент возбуждения дела тренировался в московском ЦСКА — спортсмен числился солдатом-срочником ВДВ России и является сержантом войсковой части Улан-Удэ (там он трудоустроен в качестве водителя роты материального обеспечения), то его дело было передано в Военный суд.
И 10 сентября 2020 года 235-й гарнизонный военный суд города Москвы приговорил Георгия Кушиташвили к трём годам условно за хранение наркотиков и нападение на сотрудника Росгвардии. Боксёру был отменён домашний арест и заменён на подписку о невыезде, и также суд назначил Кушиташвили двухлетний испытательный срок. Признание вины и возмещение вреда потерпевшему в сумме 200 тысяч рублей помогло ему избежать реального срока.